# 1527

## Събития
- 30 май – Основан е Марбургския университет в Марбург, първият протестантски университет в света.

## Родени
- Барбара Бломберг,
- Джузепе Арчимболдо, италиански ренесансов живописец
- 21 май – Филип II, крал на Испания, Неапол, Сицилия и Португалия
- 15 октомври – Мария-Мануела Португалска, принцеса на Астуриас

## Починали
- 21 юни – Николо Макиавели, италиански философ